# Sensō Sōshitsu
Sensō Sōshitsu est un nom japonais traditionnel ; le nom de famille (ou le nom d'école), Sen, précède donc le prénom (ou le nom d'artiste).
Sensō Sōshitsu (仙叟 宗室, 1622-1697), plus connu sous le titre Sen Sōshitsu IV (四代目千宗室) (1622-1697) est le 4e maître de thé de famille Urasenke.

## Lignée
Senso Sōshitsu est la première personne de la famille Sen à utiliser le nom « Sōshitsu ». Il est le plus jeune fils de Sen Sōtan, lui-même petit-fils de Sen no Rikyū.
De nos jours, Sen Sōshitsu est le nom traditionnel porté par le chef (iemoto) de l'école de la cérémonie de thé japonaise Urasenke.